# David Milne (bågskytt)
David Milne, född 29 januari 1939, är en zimbabwisk bågskytt. Han deltog vid olympiska sommarspelen 1980.